# Liceo salesiano Valsalice
Il Liceo salesiano Valsalice è un istituto secondario di secondo grado di Torino istituito nel 1879 da don Bosco. È tra i licei più antichi e importanti della città. La sede si trova in Viale Enrico Thovez, 37, nel quartiere Borgo Crimea.

## Storia
L'edificio dove ha attualmente sede il liceo ospitò in precedenza i Fratelli delle scuole cristiane, e venne acquistato da don Bosco nel 1873. Inaugurato nel 1879 , fu il primo istituto di studi superiori dei salesiani. 
Nello stesso edificio del liceo e inaugurato anch'esso nel 1879 come supporto didattico per la scuola si trova il Museo Don Bosco di storia naturale e apparecchiature scientifiche del Liceo Valsalice, che in seguito venne aperto al pubblico.
L'istituto Valsalice conservò la salma del fondatore per alcuni anni dopo la sua morte, fino al trasferimento definitivo nel 1929 presso il santuario di Maria Ausiliatrice.